# Kanton Hérimoncourt
Kanton Hérimoncourt (francouzsky Canton d'Hérimoncourt) je francouzský kanton v departementu Doubs v regionu Franche-Comté. Tvoří ho 15 obcí.

## Obce kantonu
- Abbévillers
- Autechaux-Roide
- Blamont
- Bondeval
- Dannemarie
- Écurcey
- Glay
- Hérimoncourt
- Meslières
- Pierrefontaine-lès-Blamont
- Roches-lès-Blamont
- Seloncourt
- Thulay
- Vandoncourt
- Villars-lès-Blamont